# Priscah Jeptoová
Priscah Jeptoová (* 26. června 1984) je keňská běžkyně na dlouhé vzdálenosti, která se specializuje na maraton. Vyhrála maratony v New Yorku, Paříži, Turíně a Londýně. V maratonu se umístila na mistrovství světa v atletice v roce MS 2011 (stříbro) a na londýnských olympijských hrách v roce 2012 (stříbro).